# Comadre Pinchona
Comadre Pinchona es el nombre de una variedad cultivar de manzano (Malus domestica). Esta manzana está cultivada en la colección de germoplasma de manzanas del CSIC. Así mismo está cultivada en diversos viveros entre ellos algunos dedicados a conservación de árboles frutales en peligro de desaparición. Esta manzana es originaria de La Rioja, donde tuvo su mejor época de cultivo comercial antes de la década de 1960, y actualmente en menor medida aún se encuentra.

## Sinónimos
- "Manzana Comadre Pinchona".[6][8][9]

## Historia
'Comadre Pinchona' es una variedad de manzana de la comunidad autónoma de La Rioja (Lardero, provincia de Logroño), cuyo cultivo conoció cierta expansión en el pasado, siendo una de las variedades de las consideradas difundidas, clasificándose en esta manera, pues en las distintas prospecciones llevadas a cabo por las provincias españolas, se registraron repetidamente y en emplazamientos diversos, a veces distantes, sin constituir nunca núcleos importantes de producción.
'Comadre Pinchona' está considerada incluida en las variedades locales autóctonas muy antiguas, cuyo cultivo se centraba en comarcas muy definidas. Se caracterizaban por su buena adaptación a sus ecosistemas y podrían tener interés genético en virtud de su adaptación. Se encontraban diseminadas por todas las regiones fruteras españolas, aunque eran especialmente frecuentes en la España húmeda. Estas se podían clasificar en dos subgrupos: de mesa y de sidra (aunque algunas tenían aptitud mixta).
'Comadre Pinchona' es una variedad clasificada como de mesa; difundido su cultivo en el pasado por los viveros comerciales y cuyo cultivo en la actualidad se ha reducido a huertos familiares y jardines privados.

## Características
El manzano de la variedad 'Comadre Pinchona' tiene un vigor alto; florece a inicios de mayo; tubo del cáliz cónico, alargado o en forma de embudo con el tubo corto, y con los estambres insertos en la parte media, pistilo fuerte.
La variedad de manzana 'Comadre Pinchona' tiene un fruto de tamaño medio; forma alargada y estrechándose marcadamente junto a cavidad peduncular, la anchura máxima se sitúa por debajo de la media del fruto, a partir de ahí se va estrechando moderadamente hacia la zona apical, suele presentar los planos superior e inferior inclinados; piel fina pero resistente, levemente untuosa; con color de fondo verdoso, importancia de sobre color lavado, color del sobre color cobrizo, distribución del sobre color chapa, presenta inicio de chapa cobriza en zona de insolación, acusa punteado abundante de color claro o ruginoso, y una sensibilidad al "russeting" (pardeamiento áspero superficial que presentan algunas variedades) débil; pedúnculo medianamente corto y fino, anchura de la cavidad peduncular estrecha, profundidad de la cavidad pedúncular poca profundidad, bordes irregulares, a veces rebajado notablemente en uno de los lados quedando en tangente inclinada, con chapa ruginosa levemente iniciada, y con importancia del "russeting" en cavidad peduncular medio; anchura de la cavidad calicina mediana o estrecha, profundidad de la cav. calicina levemente profunda, bordes leve o marcadamente ondulados formando unos suaves y pequeños mamelones, y con importancia del "russeting" en cavidad calicina débil; ojo pequeño, cerrado, o entreabierto; sépalos carnosos y compactos en su base o bien levemente separados, puntas agudas y vueltas hacia fuera.
Carne de color blanca o suavemente crema con fibras verdosas; textura dura crujiente; sabor levemente acidulado buena; corazón alargado, generalmente más cerca del pedúnculo; eje entreabierto; celdas alargadas, rayadas de blanco o con fibras lanosas; semillas puntiagudas y de tamaño medianamente pequeño.
La manzana 'Comadre Pinchona' tiene una época de maduración y recolección muy tardía en invierno, se recolecta desde mediados de noviembre hasta finales de diciembre. Se usa como manzana de mesa fresca.